# Urszula Biel
Urszula Biel (ur. 2 grudnia 1961 w Gliwicach) – polska filmoznawczyni.

## Życiorys
Jest absolwentką I Liceum Ogólnokształcącego w Gliwicach. W 1985 ukończyła studia kulturoznawcze na Wydziale Filologicznym Uniwersytetu Śląskego, w latach 1985-1990 pracowała w Instytucji Filmowej „Silesia-Film”. W 1990 rozpoczęła studia doktoranckie na Wydziale Filologicznym Uniwersytetu Jagiellońskiego. W 1995 obroniła doktorat w Instytucie Sztuki PAN w Warszawie. W latach 1993–1999 prowadziła Agencję Filmową "Promocja" w Gliwicach
Jest autorką pierwszej monografii dziejów kina na Górnym Śląsku Śląskie kina między wojnami czyli przyjemność upolityczniona (2002) oraz współautorka Kina i okolice. Z dziejów X muzy na Śląsku.
Pracuje w gliwickim Teatrze Muzycznym, w którym prowadzi kino "Amok".
Publikowała artykuły w czasopismach "Film", "Kino", "Świat filmu" i "Kwartalnik Filmowy".